# Бастар (округ)
Бастар (англ. Bastar) — округ в индийском штате Чхаттисгарх. Образован в 1948 года на месте одноимённого туземного княжества. Административный центр — город Джагдалпур. Площадь округа — 14 974 км². По данным всеиндийской переписи 2001 года население округа составляло 1 306 673 человека. Уровень грамотности взрослого населения составлял 43,9 %, что ниже среднеиндийского уровня (59,5 %). Доля городского населения составляла 10 %. В 1999 году из части территории округа были образованы округа Дантевада и Канкер, а в 2007 году — округ Нараянпур.